# 赛尔斯贝格
赛尔斯贝格是奥地利施蒂利亚州格拉茨城郊县的一个市镇。总面积7.89平方公里，总人口7550人，人口密度956.9人/平方公里（2005年）。